# Louis Thooris
Louis Jules Marie Agathon Thooris (Brugge, 2 oktober 1828 - 1 oktober 1913) was stadssecretaris van Brugge.

## Levensloop
Thooris was een zoon van Dominique Thooris (Sint-Winoksbergen, 1787 - Brugge, 1860), die in de Franse tijd ontvanger van belastingen was in Brugge en er na het einde van het keizerrijk was gebleven. Hij trouwde er in 1827 met Julia Vanden Kerckhove.
Tijdens zijn middelbare studies aan het koninklijk atheneum in Brugge, werd hij in 1844 laureaat voor de letterkundige vakken. Hij promoveerde in 1856 aan de Rijksuniversiteit Gent tot doctor in de rechten. Hij vestigde zich als advocaat in Brugge en werd tevens secretaris van de Kamer van Koophandel. Hij trouwde met Augusta Piesens en ze kregen elf kinderen: Albert (1860-1942), Liévina (1861-1868), Edouard (1863-1868), René (1864-1887), Frédéric (1866-1868), Louise (1868), Auguste (1870), Caroline (1871), Jules (1872), Paul (1874) en Guillaume (1877).
In 1863 volgde hij Vincent Deljoutte op als stadssecretaris van Brugge. Hij was aldus de derde opeenvolgende stadssecretaris die van Franse origine was. In 1876 maakte hij de omwenteling in het Brugse stadsbestuur mee, waarbij het liberale bestuur verdween en werd opgevolgd door een homogeen katholiek bestuur. Hoewel Thooris bekendstond als actief lid van de liberale partij en als vrijzinnige, ondervond hij nauwelijks problemen om zich aan de nieuwe toestand aan te passen en gedurende meer dan vijfentwintig jaar, in goede verstandhouding met burgemeester Amedée Visart de Bocarmé, de stad mee te besturen.
Louis Thooris behoorde rond 1852 tot de redacteurs in Brussel van een literair tijdschrift, genaamd Revue Générale, de opvolger van het in 1836 gestichte Esmeralda, dat gold als het eerste literair tijdschrift in het onafhankelijke België. Onder de acht voornaamste initiatiefnemers voor het in 1850 vernieuwde tijdschrift vond men niet alleen Louis Thooris, maar ook Charles De Coster. In de marge van het tijdschrift was een kleine kring actief onder de naam Lothoclo, de samentrekking van de eerste letters van de naam van de drie stichters van de kring, waarbij de 'tho' stond voor Louis Thooris.
Hij nam ontslag in 1903, om te worden opgevolgd door Camiel Debandt. Na zijn overlijden in 1913 werd hij burgerlijk begraven.
Zijn oudste zoon, Albert Thooris, werd volksvertegenwoordiger en speelde een belangrijke rol binnen de liberale partij en de vrijmetselaarsloge La Flandre. Albert trouwde met Marie Raik en ze hadden Yvonne Thooris (1889-1978), die een promotor werd van het Esperanto, en Marie Thooris, die trouwde met advocaat en liberaal volksvertegenwoordiger Jules Boedt. De jongste zoon van Louis, Guillaume Thooris (1877), trouwde met Blanche Noos en ze hadden een dochter, Cecile (1905), die trouwde met de katholieke volksvertegenwoordiger en arts Leopold De Schepper. Zoon Réné Thooris was een actief lid van de Brugse literaire vereniging Excelsior en was student geneeskunde in Gent. Zijn bemoedigende toekomstperspectieven werden afgebroken toen hij na een korte ziekte in het ouderlijk huis, Nieuwe Gentweg, overleed. Nog een andere zoon, Paul Thooris werd arts en onderscheidde zich in 1914 door het oprichten van een noodhospitaal in het Hotel du Sablon in Brugge en het er verzorgen van de patiënten.
Louis Thooris was ook secretaris van de Société provinciale d'agriculture et de botanique de Bruges. Tijdens wedstrijden kreeg hij prijzen voor zijn camelia's, zijn sierplanten, en zijn rijke collectie aucuba's.
Bij zijn overlijden schreef het Gentse Volksbelang: Hij was eene der eerbiedwaardigste figuren onder de onwankelbare liberalen der stad Brugge.

## Publicatie
- Bruges, in: La Belgique illustrée, Deel 2, Brussel, Bruylant, 1890-1896.